# Montañas Hida
Las montañas Hida (飛騨山脈 Hida Sanmyaku?), o Alpes del Norte (北アルプス Kita Arupusu?), conforman una cadena montañosa japonesa que bordea las prefecturas de Nagano, Toyama y Gifu.

## Montañas

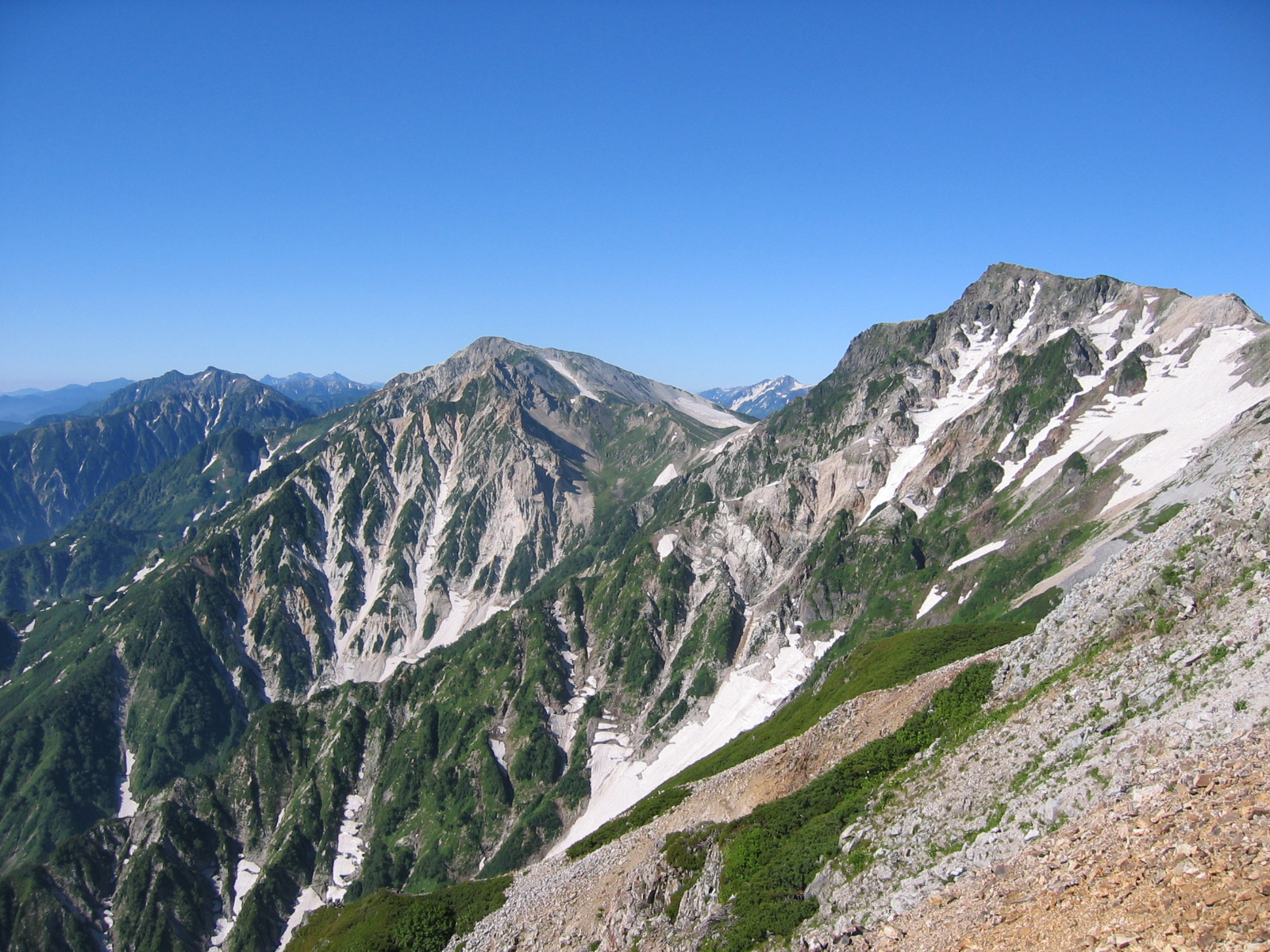
Cima de Shirouma.

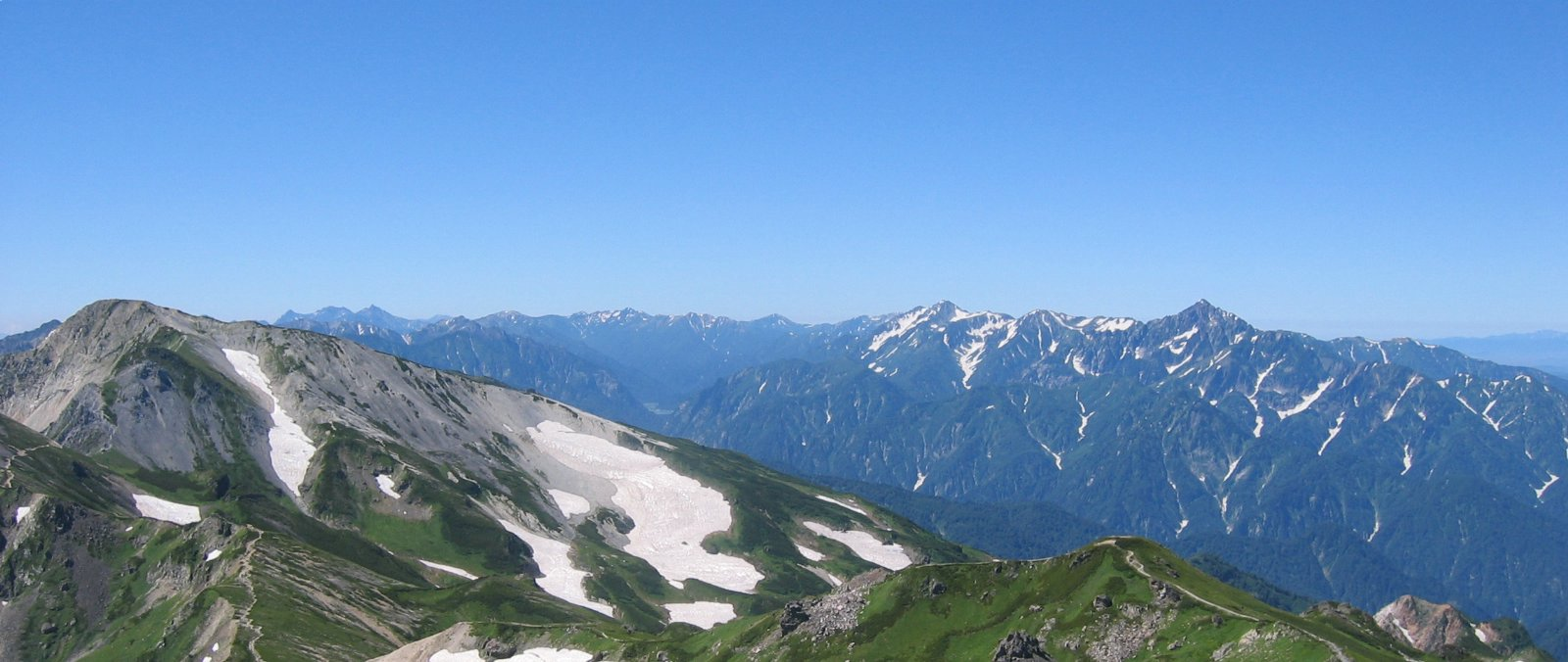
Picos Tateyama.

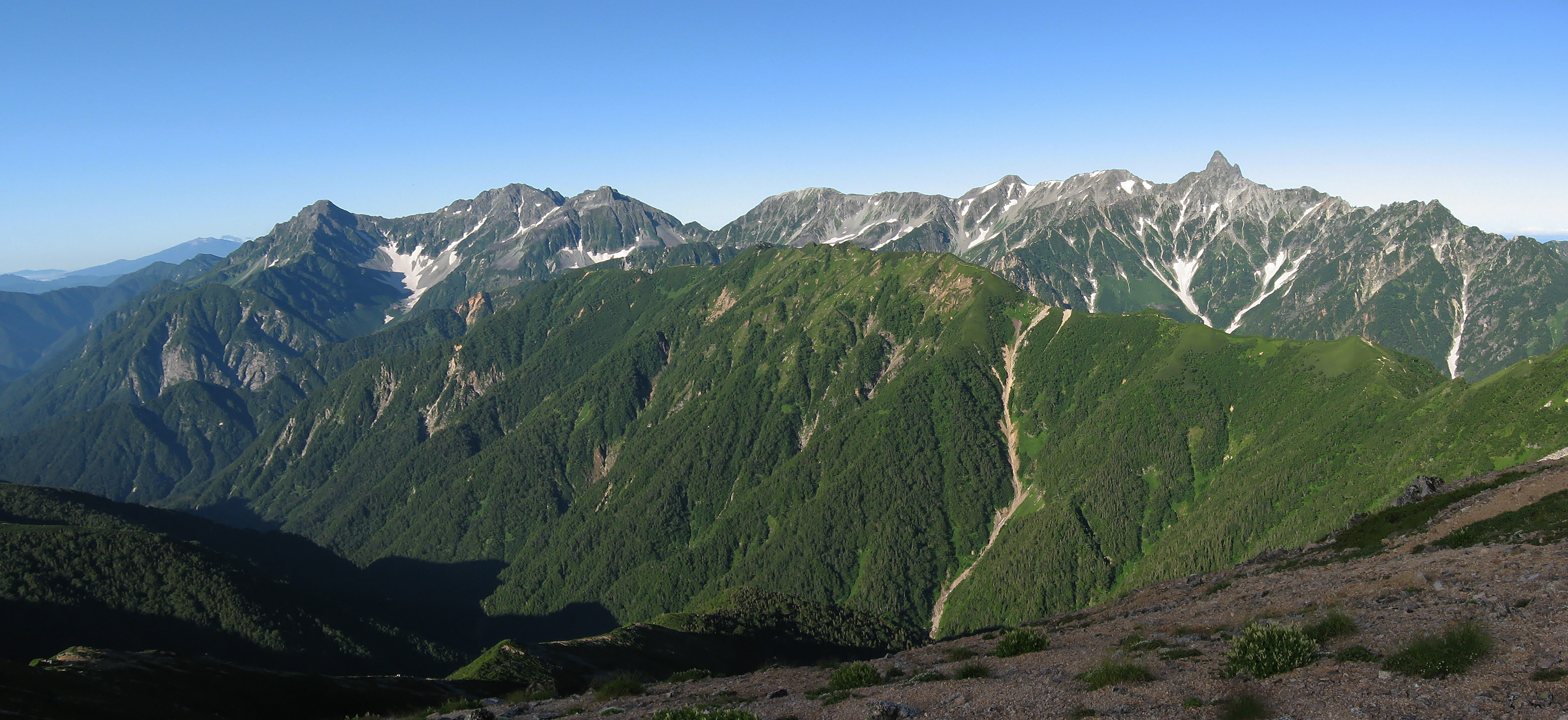
Las cimas de Yari-Hotaka.

- Shiroumadake (2932 m)
- Kashima-yarigatake (2889 m)
- Monte Tate (3015 m)
- Tsubakuro-dake (2763 m)
- Tsurugidake (2999 m)
- Nogushigorodake (2924 m)
- Yarigatake (3180 m)
- Hotakadake (3190 m)
- Norikuradake (3026 m)
- Ontakesan (3067 m)